# Mimela klapperichi
Mimela klapperichi är en skalbaggsart som beskrevs av Machatschke 1955. Mimela klapperichi ingår i släktet Mimela och familjen Rutelidae. Inga underarter finns listade i Catalogue of Life.